# Александр (бриг, 1825)
«Александр» (рус. дореф. Александръ) — парусный бриг 4-х пушечного ранга Российского императорского флота. Нёс службу на Дальнем Востоке России в составе Охотской флотилии. Выполнял разведывательные экспедиции, посыльные миссии, а также завоз продовольствия в Охотск, Петропавловский Порт, Гижигу, Тигиль, Большерецк и Нижнекамчатск, в том числе совершал транспортные рейсы в интересах Русско-американской Компании (РАК).

## Строительство
Бриг был заказан к постройке в связи с развитием и увеличением населения Охотска, Камчатки, Русской Америки и растущими потребностями региона в грузоперевозках. В это время корабли охотского порта продолжали нести основную роль по снабжению постов и в немалой степени способствовали деятельности РАК.
Чертеж для постройки брига для Охотского моря без названия был прислан из Адмиралтейств-коллегии. Его составил конструктор К. А. Глазырин. Выполненная К. А. Глазыриным копия чертежа учтена в описи в разделе «бриги без названия». Облик брига «Александр» сходен бригу «Михаил», с увеличением длины корпуса и глубины трюма. На обороте копии написано: «Сей чертеж представлен при рапорте директора кораблестроения от 22.12.1825 г.»
По сведениям Ф. Ф. Веселаго, бриг «Александр» заложен 1 марта 1824 года на Охотской верфи. Заложил его и строил подпоручик корабельных инженеров И. С. Черногубов. Бриг спущен на воду 25 июня 1825 года, после чего вошел в состав Охотской Флотилии. 24 января 1826 года на чертёж наложена резолюция.

«По сему чертежу велено построить в Охотском порте два брига „Николай“ и „Камчатка“, января 24 дня 1826 года. Утверждаю: Начальник МШ Моллер 2-й.» С указанием главных размерений
- Длина между перпендикулярами 74ф 4д
- Ширина без обшивки 22ф 4д
- От киля до верхней кромки бимсу у стены 13ф 3д
- В грузу форштевень 8ф 11д
- В грузу ахтерштевень 9ф 11д

В 1827 — 1829 годах по приведённым чертежам на Охотской верфи И. С. Черногубовым были построены бриги «Николай» и «Камчатка»<!-Также возможно, что корпус шхуны-транспорта «Гижига» (1844) строился по этим же чертежам -->.
Водоизмещение около 250 тонн. Длина 22,65 метра, ширина без обшивки 6,8 метра. Осадка носом 2,71 метра, кормой 3,02 метра, глубина интрюма 4,03 метра. Движителем являлись паруса, площадью 460,5 м². Вооружение составляли 4 пушки.

## Служба
В кампании 1825—1826 годов бриг «Александр» доставлял пассажиров и грузы в порты Охотского моря.
9 сентября 1827 года «Александр» под командованием капитан-лейтенанта В. М. Захарова с грузом вышел из Охотска в Петропавловский Порт, но так как повредил управление рулём, спустился к Большерецку и вечером 22 сентября стал на якорь против устья реки Большая. На следующий день поднявшийся сильный ветер начал относить бриг, в итоге отнёс на 30 миль южнее. Ветер переменился и погнал бриг в обратном направлении. В. М. Захаров намереваясь укрыться от ветра и волн в устье реки, в темноте проскочил вход в устье и стал на 4 мили севернее его. Утром 28 числа ветер перешёл в шторм и в 4 часа пополудни погнал бриг в берег кормой вперёд. «Александр» был выброшен на берег приблизительно в километре от устья реки Большая. В момент столкновения с берегом, у брига отбило фальшкиль и выломало руль. Затем ветер развернул бриг левым бортом. В продолжавшийся отлив бриг опрокинулся на морскую сторону. Через четыре часа вода отошла и команда перебралась на берег. Большую часть груза удалось спасти. Через несколько дней корпус был разбит волнами. В этом же году бриг «Александр» исключён из списков флота. По итогам расследования крушения командир брига «Александр» капитан-лейтенант В. М. Захаров был оправдан.
В 1828 году под именем «Александр» был заложен бот для Охотской флотилии.

## Командиры
- Н. В. Повалишин (1825)
- В. М. Захаров (1826—1827)